# Такамбаро
Такамбаро (исп. Tacámbaro)  —   город в Мексике, входит в штат Мичоакан. Население 22 653 человека.